# Аналіз першопричин
Аналіз першопричин (АПП) або аналіз кореневих причин, аналіз основних причин (англ. Root Cause Analysis) — це метод вирішення проблеми, що використовується для ідентифікації основних причин поломок чи проблем. Фактор, визнаний основною причиною, у разі його усунення з послідовності «проблема-несправність» попереджає виникнення підсумкової небажаної події. На противагу, неосновні фактори мають вплив на проблему, але їх усунення, хоч і дає переваги у підсумку, не дає гарантії попередження виникнення проблеми.

## Приклад
Для прикладу уявіть розслідування щодо верстату, який зупинився через перевантаження та згоряння запобіжника. Розслідування показало, що машина була перевантажена через недостатньо змащений підшипник. Розслідування було продовжене і виявило, що помпа змащувального механізму не працювала достатньо продуктивно, що спричинило нестачу змащувального матеріалу. Дослідження помпи показало, що вона має зношений штифт. Дослідження зношення штифту показало відсутність механізму, що перешкоджав би попаданню часток металу в помпу. Через що вони потрапляли у помпу і пошкоджували її. Основна причина проблеми у тому, що металеві частки могли пошкоджувати систему змащування. Усунення цієї проблеми дає змогу запобігти виникненню ланцюга подальших проблем. Порівняйте це з дослідженням, яке не виявило основної проблеми: заміна запобіжника, підшипника чи змащувальної помпи дало б змогу відновити роботу машини на деякий час, але при цьому ризик повторного виникнення проблеми залишився б, доки основна причина не була усунена.
Для іншого прикладу уявімо ділянку дороги, на якій утворилось декілька відчутних нерівностей. Обстеження виявило просідання дорожнього покриття. Подальше обстеження виявило вимивання ґрунту ґрунтовими водами. Далі було з'ясовано, що течію ґрунтових вод було перенаправлено на етапі будівництва дороги, а згодом почалось зведення будинку поруч з дорогою. З'ясувалось, що під час прокладання інженерних мереж для будинку, було пошкоджено і у подальшому не було відновлено ізоляційні матеріали, що обмежували течію ґрунтових вод. Отже, основна причина — у порушенні технологій будівництва, відсутності координації між різними будівельними бригадами. Усунення першопричин в даному випадку — не лише відновлення ізоляційних матеріалів ділянки дороги, але і роз'яснювальна робота з будівельниками, можливо і внесення змін до порядку роботи, яке дозволить уникнути подібних проблем у майбутньому. Простий же шлях — наприклад, перекладання верхнього шару асфальтового покриття на конкретній проблемній ділянці дороги — вирішив би проблему лише тимчасово.

## Історія
Після введення аналізу Кепнера-Трего, який застосовувався в дуже складній сфері розробки, виробництва і запуску ракет, аналіз першопричин виник у 1950-х роках як офіційне дослідження, що проводилось Національним управлінням з аеронавтики і дослідження космічного простору (NASA) в Сполучених Штатах. Нові методи аналізу проблем, розроблених NASA, включали високорівневу практику оцінки під назвою MORT (Management oversight and risk tree, схема управління наглядом і деревами ризику). MORT відрізнялася від АПП тим, що поділяла причини за класами, що давало змогу звести їх за класами причин у короткий список.
Вони включали виробничу практику, процедури, управління, втому, брак часу і деякі інші.
Наприклад: повітряна катастрофа сталася в результаті несприятливих погодних умов, посилених тиском часу; проблема зі спостереженням погодних умов та відповідних застережень може вказувати на проблему управління або навчання; неналежна увага до погодних умов може вказувати на неправильність практик роботи. Оскільки деякі заходи (методи) можуть ефективно усунути корінні причини проблеми, аналіз першопричин є ітераційним процесом і інструментом безперервного вдосконалення.

## Використання
Аналіз першопричин застосовується для методичного виявлення і усунення корінних причин подій, а не просто усунення результуючих симптомів. Фокусування на корекції першопричини має на меті повністю запобігати повторенню проблем. З іншого боку, RCFA (Аналіз першопричин збоїв) визнає, що повне запобігання рецидиву лише одним коригувальним втручанням не завжди можливе.
Аналіз першопричин зазвичай використовується як реактивний спосіб ідентифікації причин події (подій), виявлення проблем та їх вирішення. Аналіз здійснюється після того, як подія відбулася. Водночас АПП потенційно корисний як попереджувальний метод. У цьому випадку, АПП може бути використаний для прогнозування можливих подій ще до їх настання.

## Класифікація
Замість однієї чітко визначеної методології, аналіз першопричин включає в себе велику кількість різних інструментів, процесів і підходів. Тим не менше, кілька широковідомих окреслених методологій або «шкіл» можна визначити за їх базовими підходами або за областю походження: засновані на безпеці, на виробництві, на збиранні, на процесах, на відмовах, а також системні.
- Методологія АПП, заснована на безпеці, виникла з області аналізу аварій і безпеки та гігієни праці.
- Методологія АПП, заснована на виробництві, має коріння в області контролю якості для промислового виробництва.
- Методологія АПП, заснована на процесах, розширює сферу АПП для включення бізнес-процесів.
- Методологія АПП, заснована на відмовах, бере свій початок в практиці аналізу відмов, що використовується в техніці і технічному обслуговуванні.
- Методологія АПП, заснована на системах, стала сплавом з попередніх шкіл, що включає в себе елементи з інших областей, таких як управління змінами, управління ризиками, системний аналіз.

Незважаючи на різні підходи серед різних шкіл аналізу першопричин, їх поєднують деякі загальні принципи. Також можуть бути визначені кілька загальних процесів для виконання аналізу першопричин.

## Основні принципи
1. Основна мета аналізу основних причин полягає в наступному: визначити фактори, що призвели до природи, величини, розташування а також термінів небажаних результатів (наслідків) однієї або декількох подій; щоб визначити, як необхідно змінити поведінку, дії або умови для запобігання повторення подібних шкідливих результатів; а також визначити уроки, які можуть сприяти досягненню кращих наслідків. («Успіх» визначається як майже гарантоване запобігання повторному настанню небажаних подій.)
2. Щоб бути ефективним, аналіз першопричин має виконуватися систематично, як правило, в рамках розслідування, з висновками і визначенням першопричин, які ідентифіковані і підкріплені документально підтвердженими даними. Для цього, як правило, необхідні зусилля команди спеціалістів.
3. Може бути більше однієї першопричини події або проблеми, тому складна частина роботи — докладання зусиль, необхідних для визначення усіх першопричин.
4. Мета виявлення всіх рішень проблеми полягає в запобіганні рецидивів небажаних подій таким чином, щоб обійтись найнижчою ціною та найпростішими рішеннями. Якщо є альтернативи, які однаково ефективні, то кращим є найпростіший і найменш витратний підхід.
5. Визначення першопричин залежить від того, як визначається проблема чи небажана подія. Змістовне формулювання визначення проблеми і опис подій є корисними і, як правило, необхідними, щоб забезпечити виконання відповідного аналізу.
6. Один логічний шлях відстеження першопричин полягає у використанні рішень ієрархічної кластеризації добування даних (дата майнінгу) — наприклад, добування даних, заснованого на теорії графів. Першопричина визначається в цьому контексті як «умови, які забезпечили одну або декілька причин». Першопричини можуть бути дедуктивно відсортовані з верхніх груп, у склад яких входять конкретні причини.
7. Щоб бути ефективним, аналіз повинен встановити послідовність подій у часі для розуміння взаємозв'язку між сприятливими (причинними) чинниками, основною причиною (причинами) і визначеною проблемою або подією, якій необхідно запобігти.
8. Аналіз першопричин може допомогти перетворити реакційну культуру (ту, яка реагує на проблеми) на культуру далекоглядності (ту, яка прогнозує вирішує проблеми до їх виникнення або загострення). Ще більш важливо те, що АПП знижує частоту виникнення проблем у середовищі, де використовується цей процес.
9. Аналіз першопричин як сила змін становить загрозу для багатьох культур і робочих середовищ, оскільки середовище часто зустрічає загрози опором, тому може знадобитись підтримка керівництва щоб досягти ефективності і успіхів у використанні АПП. Наприклад, працівник може остерігатись говорити про проблему через побоювання бути причетним до проблеми в очах колег, навіть якщо проблема спричинена не через нього. В такому разі може знадобитися політика «непокарання» по відношенню до тих, хто ідентифікує проблеми.

## Загальний процес
Аналіз першопричин, зокрема кроки 3, 4 і 5, утворює найбільш важливу частину успішних коригувальних дій, спрямовуючи заходи щодо виправлення становища до реальної першопричини проблеми. Знання першопричини пов'язане з метою запобігання, оскільки неможливо визначити дійсно ефективні коригуючі дії щодо визначеної проблеми без знання її першопричин.
1. Визначте проблему або опишіть події, яким варто запобігти в майбутньому. Включіть якісні та кількісні показники (властивості) небажаних результатів. Зазвичай це включає в себе зазначення природи, величини, місця і термінів подій. У деяких випадках, «зниження ризику повторного виникнення» може бути розумною метою. Наприклад, зниження ризиків майбутніх автомобільних аварій, безумовно, є більш досяжною і доцільною метою, ніж запобігання всім майбутнім автомобільних аваріям.
2. Зберіть дані і докази, класифікуючи їх по шкалі часу подій до остаточної відмови (кризи). Для кожної поведінки, стану, дії і бездіяльності вкажіть на шкалі часу, що повинно було бути зроблено, якщо це відрізняється від того, що було зроблено.
3. У моделі ієрархічної кластеризації добування даних використовуйте кластеризацію груп замість класифікації: (а) визначте групи, що показують специфічні причини; (б) визначте їх надгрупи; (с) знайдіть стійкі характеристики групи; (d) експертно перевірте та підтвердіть розподіл.
4. Запитайте «чому» і виявіть причини, пов'язані з кожним послідовним кроком на шляху до певної проблеми або події. «Чому» розуміється як «Які чинники, що безпосередньо призвели до такого ефекту (події)?».
5. Класифікуйте причини за двома категоріями: причинні фактори, які мають відношення до послідовності подій; і першопричини, відсутність яких переривала б цю послідовність подій.
6. Визначте всі інші шкідливі фактори, які мають рівні або більші претензії називатися «першопричинами». Якщо є кілька основних причин, що часто буває, виявте їх якомога чіткіше для подальшого оптимального вибору.
7. Визначте коригувальну дію (дії), які з високою імовірністю не допустять повторення кожного шкідливого впливу, і пов'язані з цими діями рішення або фактори. Перевірте, що кожна коригувальна дія, у разі якщо її реалізовано заздалегідь до настання подій, скоротить або запобігатиме певним шкідливим наслідкам.
8. Виявіть рішення, що є ефективними і запобігають повторення з достатнім ступенем імовірності; знаходяться в межах можливостей контролю; досягають своїх цілей і завдань; і не викликають нових, непередбачених проблем.
9. Впроваджуйте рекомендовані корекції першопричин.
10. Забезпечуйте ефективність, спостерігаючи реалізовані рішення в роботі.
11. Визначте інші можливі корисні методології для вирішення проблем та запобігання їх виникненню.
12. Виявляйте та усувайте інші приклади кожного шкідливого результату і шкідливих факторів.